# Campanadas a medianoche
Campanadas a medianoche —Falstaff (Chimes at Midnight), en inglés— es una película de habla inglesa de 1965, coproducción hispanosuiza dirigida e interpretada por Orson Welles. La trama de la película se centra en Sir John Falstaff, personaje recurrente de William Shakespeare, y en la relación paternofilial de este personaje con el príncipe Hal, que debe elegir entre su lealtad a Falstaff o a su padre, el rey Enrique IV.
Welles afirmaba que el tema de la historia de la película era «la traición de la amistad». Está interpretada por Welles en el papel de Falstaff, Keith Baxter en el del príncipe Hal, John Gielgud en el de Enrique IV, Jeanne Moreau en el de Doll Tearsheet y Margaret Rutherford en el de Mistress Quickly. El guion toma texto de cinco de las obras de Shakespeare, principalmente Enrique IV, 1ª parte y Enrique IV, 2ª parte, pero también de Ricardo II y Enrique V, y utiliza algunos diálogos de Las alegres comadres de Windsor. La narración de Ralph Richardson está tomada de las obras del cronista Raphael Holinshed.
Welles había producido anteriormente una adaptación en Broadway de nueve obras de teatro de Shakespeare titulada Five Kings, en 1939. En 1960 revivió este proyecto en Irlanda como Chimes at Midnight, que fue su última actuación en un escenario. Ninguna de estas producciones obtuvo éxito, pero Welles consideró este retrato de Falstaff como la ambición de su vida y convirtió el proyecto en una película. A lo largo de la producción, Welles tuvo problemas para encontrar financiación, y en un momento dado, para conseguir el dinero, mintió al productor Emiliano Piedra sobre la intención de hacer una versión de La isla del tesoro. Welles rodó Campanadas a medianoche en diversos lugares de España entre 1964 y 1965, y se estrenó en el Festival de Cine de Cannes de 1966, donde ganó dos premios.
Recibió dos premios del Círculo de Escritores Cinematográficos: mejor película y mejores decorados (José Antonio de la Guerra).
Inicialmente despreciada por la mayoría de los críticos de cine, Campanadas a medianoche está considerada hoy como uno de los mayores logros de Welles, y Welles mismo decía que era su mejor obra. Welles sentía una fuerte conexión con el personaje de Falstaff, al que definió como «la más grande creación de Shakespeare». Algunos estudiosos y colaboradores de Welles han comparado a Falstaff con Welles, mientras que otros ven semejanza entre Falstaff y el padre de Welles. Las disputas sobre la propiedad de Campanadas a medianoche han dificultado ver la película legalmente hasta fechas recientes. Se estrenó en el Reino Unido en DVD y Blu-ray en 2015. Una nueva restauración hecha por Janus Films y The Criterion Collection se proyecta en el Film Forum de Nueva York a partir del 1 de enero de 2016.

## Argumento
La película comienza con sir John Falstaff y Justice Shallow caminando por la nieve, y luego ante un cálido fuego en el interior de la taberna Boar's Head recordando el pasado. Después de los títulos de crédito, el narrador explica que el rey Enrique IV de Inglaterra sucedió a Ricardo II, a quien había matado. El verdadero heredero de Ricardo II, Edmund Mortimer, está prisionero en Gales, y los primos de Mortimer, Northumberland y Worcester, y el hijo de Northumberland, Hotspur, piden que Enrique rescate a Mortimer. Enrique se niega, y Northumberland, Worcester y Hotspur comienzan a conspirar para derrocarlo.
Para gran descontento de Enrique, su hijo, el príncipe Hal, pasa la mayor parte del tiempo en la taberna Boar's Head bebiendo y de juerga con prostitutas, ladrones y otros criminales, bajo la influencia patriarcal de John Falstaff. Falstaff insiste en que él y Hal deben considerarse caballeros, pero Hal advierte a Falstaff de que un día rechazará esta forma de vida y a Falstaff. A la mañana siguiente Hal, Falstaff, Bardolph, Peto y Poins se disfrazan en Gadshill para preparar el asalto a un grupo de peregrinos que van de viaje. Siguiendo a Falstaff, Bardolph y Peto roban a los peregrinos, y Hal y Poins sueltan sus disfraces y, bromeando, le quitan a Falstaff el tesoro robado.
De vuelta en la taberna Boar's Head, Falstaff comienza a contar a Hal y Poins, exagerando cada vez más, la historia de cómo él ha robado el dinero. Hal y Poins desmontan el cuento de Falstaff, hasta revelar su broma a todo el mundo. Celebrando la recuperación del tesoro robado, Falstaff y Hal se turnan en representar a Enrique, con una olla por corona y remedando su voz. El Enrique de Falstaff reprende a Hal por perder el tiempo con delincuentes comunes, pero se refiere a sir John Falstaff como su único amigo virtuoso. El Enrique de Hal llama a Falstaff «pervertidor de la juventud».
Hal visita al rey en el castillo y este le reprende por su modo de vida criminal y poco ético. Enrique advierte a Hal sobre el creciente ejército de Hotspur y la amenaza a su corona. Hal se compromete con pasión ante su padre, sin impresionarlo, a defenderlo y a redimir su buen nombre. El ejército del rey, incluyendo a Falstaff, desfila por las calles y lejos de a la guerra. Antes de la batalla, Enrique se reúne con Worcester y ofrece el perdón a todos los hombres de Hotspur por su traición si se rinden inmediatamente. Hal jura matar personalmente a Hotspur. Worcester regresa a su campamento y miente a Hotspur, diciéndole que Enrique tiene la intención de ejecutar a todos los traidores.
Los dos ejércitos se enfrentan en la batalla de Shrewsbury, pero Falstaff se esconde de la pelea entre los arbustos. Después de una larga y sangrienta lucha, los hombres del rey ganan la batalla, al final de la cual Hal y Hotspur se enfrentan solos en duelo. Falstaff ve cómo Hal mata a Hotspur. Enrique sentencia a muerte a Worcester y hace prisioneros a sus hombres. Falstaff lleva el cuerpo de Hotspur a Enrique, alegando que él mató a Hotspur. Enrique no cree a Falstaff, pero mira con desaprobación a Hal y le reprocha la innoble compañía que ha escogido.
El narrador explica que todos los rebeldes fueron muertos en 1408, pero la salud de Enrique ha comenzado a deteriorarse. En el castillo, Enrique expresa su disgusto porque Hal ha vuelto a pasar el tiempo con Falstaff, y se desmaya. Hal visita el castillo y descubre que Enrique está más enfermo de lo que creía. Hal jura a Enrique que será un rey bueno y noble. Finalmente, Enrique recupera la fe en Hal y le aconseja cómo ser rey. Enrique muere y Hal dice a sus hombres que él es ahora el rey Enrique V.
Continuando la primera escena de la película, Falstaff, Shallow y Silence están sentados ante el fuego. Reciben la noticia de la muerte de Enrique IV y de la coronación de Hal, que se celebrará por la mañana. Falstaff, exultante, va directamente al castillo, pensando que se convertirá en un poderoso y gran hombre bajo el rey Enrique V. En la coronación, Falstaff no puede contener su entusiasmo e interrumpe la ceremonia, presentándose ante Hal. Hal vuelve la espalda a Falstaff y proclama que ha terminado con su antigua forma de vivir. Mientras Falstaff mira a Hal con una mezcla de orgullo y desesperación, el nuevo rey destierra a Falstaff. La coronación continúa en el castillo mientras Falstaff se aleja diciendo que será solo por esa noche. Esa noche, Falstaff muere en la taberna Boar's Head y sus amigos lo lloran, afirmando que ha muerto con el corazón roto. El narrador explica que Hal se convirtió en un rey bueno y noble.

I know thee not, old man: fall to thy prayers;

How ill white hairs become a fool and jester!

I have long dream'd of such a kind of man,

So surfeit-swell'd, so old and so profane;

But, being awaked, I do despise my dream.
No te conozco, anciano. Ve a tus oraciones. 

¡Qué mal sientan los cabellos blancos a un loco y a un bufón!

Largo tiempo he soñado con un hombre de esa especie,

tan hinchado por la orgía, tan viejo y tan profano. 

Pero, despierto, he despreciado mi sueño.

Enrique IV, 2ª parte, acto 5º, escena 5ª

## Reparto
- Orson Welles: sir John Falstaff, un caballero y figura patriarcal para el príncipe Hal.
- Keith Baxter: el príncipe Hal, príncipe de Gales y heredero del trono de Inglaterra.
- John Gielgud: Enrique IV, rey de Inglaterra.
- Jeanne Moreau: Doll Tearsheet, una prostituta.
- Margaret Rutherford: Mistress Quickly, anfitriona de la taberna Boar's Head.
- Norman Rodway: Henry Percy, llamado Hotspur, hijo de Northumberland y primo segundo de Edmund Mortimer.
- Fernando Rey: Earl de Worcester, líder de los rebeldes. Hermano de Northumberland y primo de Edmund Mortimer.
- Marina Vlady: Kate Percy, esposa de Hotspur.
- Alan Webb: Shallow, juez rural y viejo amigo de Falstaff.
- Walter Chiari: Silence, juez rural.
- Michael Aldridge: Pistol, amigo de Falstaff.
- Tony Beckley: Ned Poins, amigo de Falstaff y Hal.
- Andrew Faulds: conde de Westmorland, un conde leal al rey.
- José Nieto: conde de Northumberland, un conde rebelde al rey y primo de Edmund Mortimer.
- Jeremy Rowe: el príncipe John, segundo hijo de Enrique IV.
- Beatrice Welles: el paje de Falstaff, un sirviente.
- Patrick Bedford: Bardolph, un amigo de Falstaff y Hal.
- Charles Farrell
- Fernando Hilbeck
- Andrés Mejuto
- Julio Peña
- Keith Pyott
- La voz de Ralph Richardson: narración

## Producciones teatrales originales
La inspiración de Welles para Campanadas a medianoche comenzó en 1930, cuando era estudiante de la Todd School for Boys de Woodstock, Illinois. Welles intentó montar una obra de tres horas y media de duración, combinando varias de las obras históricas de Shakespeare, bajo el título The winter of our discontent en la cual él interpretaba el papel de Ricardo III. Los funcionarios de la escuela lo obligaron a hacer cortes en la producción. Campanadas a medianoche nació en 1939 como una obra de teatro titulada Five kings, que Welles escribió y en parte produjo. Era una ambiciosa adaptación de varias obras de teatro de Shakespeare que recogía historias de Ricardo II, Enrique IV, Enrique V, Enrique VI y Ricardo III. Sus fuentes eran Ricardo II, Enrique IV 1ª parte, Enrique IV 2ª parte, Enrique V, Las alegres comadres de Windsor, Enrique VI 1ª parte, Enrique VI 2ª parte, Enrique VI 3ª parte y Ricardo III, colectivamente llamadas a veces «Guerra de las Rosas». El conjunto de Enrique IV 1ª parte, Enrique IV 2ª parte y Enrique V recibe a menudo el nombre de «Henriada».

### Five kings(1939)
Five kings (Cinco reyes) se anunció como parte de la segunda temporada del Mercury Theatre recién renovado en 1938. John Houseman había comprometido una asociación con el prestigioso Theatre Guild para producir la obra por 40 000 dólares, con una gira inicial en Baltimore, Boston, Washington D. C. y Filadelfia, antes de debutar en Broadway. Welles solo tenía previsto montar la primera parte de la obra —extraída de Enrique IV, 1ª y 2ª partes, y de Enrique V— durante la gira, mientras ensayaba simultáneamente la segunda parte, para estrenar, finalmente, la obra completa en Broadway. Houseman afirmaba que el objetivo de la obra era «combinar la calidad inmediata del teatro isabelino con todos los dispositivos y técnicas posibles del teatro moderno». El reparto incluía a Welles como Falstaff, Burgess Meredith como el príncipe Hal, John Emery como Hotspur, Morris Ankrum como Enrique IV y Robert Speaight como el Narrador. La música de la obra fue compuesta por Aaron Copland. Welles encargó la construcción de un escenario giratorio, pero no fue completado en las cinco semanas asignadas a los ensayos.
Welles evitó asistir a los ensayos o terminar el libreto final de la obra; a menudo se iba de copas con Meredith, con el resultado de que solo algunas escenas o fragmentos concretos de la obra se ensayaron alguna vez. Finalmente, en la representación de Baltimore la obra fue recortada, y en el primer ensayo general en Boston se descubrió que la obra duraba más de cinco horas y media de largo y contenía cuarenta y seis escenas. Welles eliminó catorce escenas y recortó otras, lo que causó que el temporizador del escenario giratorio lo moviese de modo desincronizado. La primera parte de Five Kings se estrenó en el Colonial Theatre de Boston el 27 de febrero de 1939, y fue un desastre. Unos críticos fueron mordaces y otros, comprensivos; solamente las escenas de batalla recibieron elogios. Al final de la gira en Boston, el Theatre Guild estuvo a punto de abandonar la producción y canceló la representación de Washington D. C. Entonces, Welles recortó la obra, dejándola en tres horas y media. Las representaciones terminaron después de solo unas cuantas actuaciones en Filadelfia, y el Theatre Guild canceló el contrato con el Mercury Theatre. Las fotografías de los ensayos de la obra muestran similitudes con Campanadas a medianoche, incluido el decorado de la taberna Boar's Head y el aspecto de la escena de la película con Falstaff, Shallow y Silence.

### Chimes at midnight(1960)
Welles retomó el proyecto en 1960, con representaciones en Belfast y Dublín. Esta versión, titulada ahora Chimes at midnight, fue producida por el viejo amigo de Welles Hilton Edwards, con su compañía Gate Theatre con sede en Dublín. El reparto incluía a Welles como Falstaff, Keith Baxter como el príncipe Hal, Hilton Edwards como el Narrador, Reginald Jarman como Enrique IV y Alexis Kanner como Hotspur. En cierto momento Welles y Edwards pensaron en Micheál Mac Liammóir para reemplazar a Jarman como Enrique IV, pero Mac Liammóir solo aceptaba el papel del Príncipe Hal. Hilton Edwards fue el director, pero Welles es generalmente reconocido como el verdadero director, y fue a menudo el director durante los ensayos. Michael Lindsay-Hogg, el presunto hijo biológico de Welles, también trabajó en la obra como actor y como asistente personal de Edwards. La visión de Welles sobre Falstaff se impuso desde el principio, y su nueva versión de la obra se centró más en la relación de entre Falstaff y el príncipe Hal que en el relato histórico de la derrota de Hal por Hotspur. La mayor parte de las escenas de Enrique V utilizadas en la primera versión fueron eliminadas. Welles tenía pensado representar la obra en Belfast, Dublín y Londres antes de filmar en Yugoslavia.
Los ensayos comenzaron en Russell Square, Londres, con una lectura. Después de una semana de ensayos, Welles abandonó para asegurar más financiación, y Edwards dirigió la obra, trabajando el diseño y la iluminación. Welles regresó dos días antes del estreno y los actores hicieron sus primeros ensayos con vestuario, que duraban hasta las tres de la madrugada. Después de su estreno en el Grand Opera House de Belfast, el 13 de febrero de 1960, y tras recibir una buena crítica de un corresponsal de Variety, la obra terminó después de cinco representaciones, por falta de público. Se trasladó al Gaiety Theatre de Dublín, donde no le fue mejor. Al final de la segunda semana, Welles había recurrido a la lectura de partes de las obras del autor irlandés John Millington Synge y de Riders to the sea, para atraer público. Finalmente, la obra simplemente se convirtió en una versión Una tarde con Orson Welles, que a menudo incluía una sección de preguntas y respuestas con el público y la representación en solitario de Welles de Moby Dick o de obras de Isak Dinesen.
Welles continuó ajustando la obra y acortándola. En un momento dado trasladó el monólogo de Mistress Quickly sobre la muerte de Falstaff justo al comienzo. Welles finalmente abandonó el proyecto por completo a finales de marzo de 1960, cuando su amigo Laurence Olivier le ofreció la oportunidad de dirigirlo en la obra de Eugene Ionesco El rinoceronte, en el West End londinense. Según Keith Baxter, Welles puso fin a la gira de la obra porque estaba aburrido con ella. En cierto momento le dijo a Baxter: «Esto es solo un ensayo para la película, Keith, y nunca voy a hacerla si no interpretas también a Hal». Cinco años más tarde, Baxter fue el único miembro del reparto de la obra que aparecía en la película. Chimes at midnight fue la última actuación de Welles en una obra de teatro.

## Producción

### Preproducción
En 1964 Welles conoció y se hizo amigo del productor de cine español Emiliano Piedra, que quería trabajar con él. Piedra no creía que una película de Shakespeare fuera lo suficientemente comercial y propuso a Welles hacer en su lugar una versión de La isla del tesoro. Welles estuvo de acuerdo, con la condición de poder hacer simultáneamente Campanadas a medianoche, y Piedra estuvo de acuerdo sin saber que Welles no tenía ninguna intención de hacer La isla del tesoro. Aunque se rodaron algunos tomas del Alicante saliendo del puerto, ninguna escena de La isla del tesoro fue rodada, ni siquiera escrita. Welles utilizó en la preproducción el truco de construir decorados que se podrían utilizar en las dos películas, como la taberna Boar's Head de Mistress Quickly, que serviría como la posada del Almirante Benbow. Welles también hizo pruebas a los actores para las dos películas, incluido él mismo como Long John Silver, Baxter como el doctor Livesey, Beckley como Israel Hands y Gielgud como Squire Trelawney. Irónicamente, Welles interpretaría finalmente a Long John Silver en la versión cinematográfica de 1972 de La isla del tesoro.
Welles declaró que la taberna Boar's Head fue el único decorado completo construido para la película; el resto eran simplemente arreglos efectuados a escenarios naturales. Según Welles, él diseñó y dibujó el decorado, así como todo el vestuario de la película. Al principio de la preproducción, Anthony Perkins habló con Welles para interpretar al príncipe Hal, pero Welles ya había prometido el papel a Keith Baxter. Hilton Edwards fue escogido inicialmente para interpretar a Justice Silence, pero fue sustituido tras ponerse enfermo. El título «Chimes at Midnight» (Campanadas a medianoche) procede de Enrique IV, 2ª parte, donde en respuesta a los recuerdos de Justice Shallow de sus días en la escuela, Falstaff afirma: «Nosotros oímos las campanadas a medianoche, maese Shallow». Según Bridget Gellert Lyons, que ha investigado la figura de Orson Welles, el título, «...que tiene relevancia por el repetido sonido de las campanas a lo largo de la película, se asocia por el público a la enfermedad y a la muerte, más que a las alegrías de la juventud».

### Rodaje
La película se rodó en España entre septiembre de 1964 y abril de 1965, con una pausa en el rodaje desde finales de diciembre hasta finales de febrero. El presupuesto tenía un límite de 800 000 dólares, y los actores Jeanne Moreau y John Gielgud estaban disponibles cinco y diez días, respectivamente, mientras que Margaret Rutherford solo estaba disponible durante cuatro semanas. Welles bromeó con ello durante una escena donde participaban siete personajes principales y ninguno de los actores estaba disponible, debiendo usar dobles para las tomas de espaldas.
El rodaje comenzó en Colmenar e incluía todas las escenas de John Gielgud. Luego, Welles viajó a Cardona, donde se rodaron las escenas de la corte real y las de Marina Vlady, y a la Casa de Campo de Madrid, donde se rodó la escena del robo de Gadshill. En Madrid también estaba el decorado de la taberna Boar's Head, donde Welles rodó las escenas de Moreau y de Rutherford.
La producción viajó después al Alcázar de Segovia y a Pedraza para algunas escenas de calle al aire libre, y luego a Soria, al Puerto de Piqueras que fue el escenario inicial (si bien fue cambiado en el montaje por las rodadas en la sierra de Aralar).
En el monasterio cisterciense de Santa María de Huerta tuvo lugar la escena de coronación de Enrique V y su repudio de Falstaff, mientras que en la lglesia de Santo Domingo fue recreado el entierro, pudiendo apreciar claramente su monumental fachada en el metraje.
Después de rodar algunas escenas con Justice Shallow y Justice Silence en el País Vasco, Welles regresó a Madrid en diciembre para las escenas de la batalla en la Casa de Campo durante diez días.

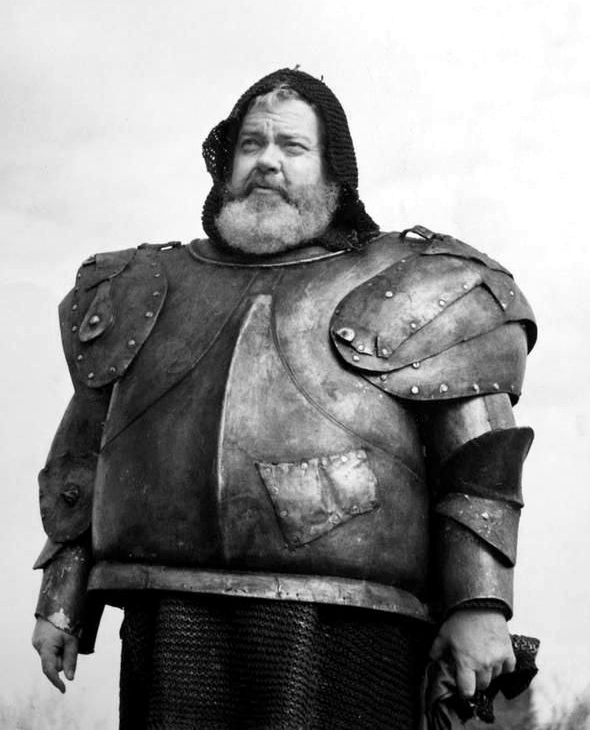
Orson Welles en Campanadas a medianoche.

A finales de diciembre Welles se había quedado sin dinero y la película quedó en suspenso mientras buscaba financiación adicional. Sin embargo, algunas escenas menores se rodaron durante la pausa. Welles dijo más tarde que había rechazado ofertas de financiación que tenían como condición que filmara en color. Welles consiguió finalmente financiación de Harry Saltzman y la producción se reanudó oficialmente a finales de febrero, con la mayoría de los largos diálogos de Keith Baxter y la escena de la coronación, en Madrid. Entre marzo y abril, Welles terminó la película con planos de recurso, primeros planos, la escena del rechazo final y la mayor parte de los diálogos de Falstaff. Según Keith Baxter, Welles sentía miedo escénico y retrasó todas sus escenas hasta el final de la filmación, a excepción de las que incluían a otros actores. A Welles le daba reparo el rodaje de su escena de amor con Moreau, y utilizó una doble siempre que le fue posible.
Otros lugares de rodaje fueron el castillo de Calatañazor, la Puerta de San Vicente y la catedral de Soria. Welles era duro con los miembros del equipo y, según el actor Andrew Faulds, «les hablaba en cinco idiomas diferentes y era bastante ofensivo y exigente. Supongo que lo hacía para intimidar a los actores y obtener lo mejor de ellos, mientras que los técnicos le traían sin cuidado. Estos tenían que hacer lo que se les decía, y bastante rápido». Una escena donde se representaba el asesinato del rey Ricardo II, que originalmente estaba previsto que fuera el principio de la película, se cortó.

### Postproducción
Keith Baxter dijo que la banda sonora de la película fue doblada meses después de terminar el rodaje, y que los actores Fernando Rey y Marina Vlady fueron doblados por otros actores debido a su fuerte acento. Baxter declaró también que él, Welles y Michael Aldridge grabaron en postproducción las voces de varios personajes. El monólogo de Mistress Quickly tras la muerte de Falstaff, donde se oye el zumbido de un generador, se utilizó en su versión original de rodaje porque a Welles le gustaba la actuación de Margaret Rutherford lo suficiente como para conservarlo. La partitura fue compuesta por Angelo Francesco Lavagnino, que había trabajado con Welles en Otelo, y se grabó en un estudio italiano que pagó a Lavagnino su trabajo en la película a cambio de los derechos de la música, estudio que más tarde publicó en Italia y el Reino Unido un álbum con la banda sonora. Durante la edición, Welles mostró un premontaje a unos directivos del Festival de Cine de Cannes, que inmediatamente quisieron incluir la película en el festival, y Welles tuvo que terminar el montaje más rápidamente de lo que deseaba.

## Estilo

### Fotografía
Originalmente, Welles quería utilizar en toda la película fotografía de gran contraste, a semejanza de los grabados de la Edad Media, pero solo utilizó esta técnica en la secuencia de los títulos de inicio. La secuencia más famosa de la película es la batalla de Shrewsbury. Solo pudo disponer de alrededor de ciento ochenta extras y Welles usó técnicas de montaje para dar la apariencia de ejércitos de miles de soldados. Welles filmó todas la escena de la batalla en tomas largas, pero cortó las tomas en fragmentos para crear el efecto que él quería. Tardó diez días en rodar la escena y seis semanas en montar lo que se convirtió en una secuencia de seis minutos. En el rodaje de la secuencia, Welles utilizó a menudo cámara a mano, lentes de gran angular, cámara lenta, cámara rápida, planos estáticos, barridos y un constante movimiento de los personajes para crear un ambiente cinético y caótico. Anderegg ha dicho que «al final, ambos ejércitos se convierten en una enorme, torpe, desintegradora máquina de guerra, un autómota grotesco cuya fuente de poder lentamente comienza a fallar y finalmente llega a su fin congelado. La retórica verbal —el lenguaje, en sí─ parecen, por un momento, irrelevantes y obscenos».
La secuencia de la batalla de Shrewsbury ha sido considerada a menudo por los críticos de cine como un alegato contra la guerra y comparada con películas contemporáneas como Dr. Strangelove y Culloden. El estudioso de Shakespeare Daniel Seltzer ha afirmado que «la conciencia social de la película es tan viva como la de Shakespeare, y temáticamente pertinente también en términos shakespearianos […] Las imágenes de la batalla de Shrewsbury son en sí mismas de las mejores, más auténticas y más horribles escenas de guerra jamás filmadas y montadas para una película». El estudioso de Welles James Naremore ha dicho que «el subyacente erotismo del código caballeresco […] es expuesto en toda su cruel perversidad». Tony Howard ha escrito que Welles ha usado las obras históricas de Shakespeare «para denunciar la hipocresía política moderna y el militarismo».

### Sonido
Debido a las limitaciones presupuestarias, tanto el sonido directo como la postproducción de sonido se grabaron mal. Anderegg ha escrito que esto, en combinación con el ritmo rápido de los movimientos de cámara y el montaje de Welles, hace que el diálogo de Shakespeare sea más difícil de comprender. Muchas escenas están rodadas en planos lejanos o con los personajes de espaldas a la cámara, muy probablemente por razones prácticas cuando los actores no estaban presentes, creando así más problemas de sonido. «En efecto» escribe Anderegg, «Welles genera una tensión constante entre lo que vemos y lo que oímos, una tensión que señala el estatus ambiguo del lenguaje en relación con la acción». Durante la secuencia de la batalla de Shrewsbury Welles utiliza una banda sonora compleja y estratificada que incluye los sonidos de espadas y armaduras que chocan, soldados que gruñen y gritan, huesos que se rompen, botas en el barro y la partitura musical agregados al caos de la escena.

### Interpretación de Shakespeare
La adaptación de Welles de cinco obras de Shakespeare no era una transcripción cronológica de los textos originales. El estudioso de Shakespeare Kenneth S. Rothwell ha dicho que Welles «va más allá de meros retoques a escenas de Shakespeare; [Welles] las rehace de forma masiva, transpone, revisa y elimina; de hecho, las reconstruye». Estos cambios incluyen coger líneas de diálogo de una obra e insertarlas en escenas de otra. Entre estos cambios concretos, cerca del final de la película se incluye una escena en la que Hal indulta a un agitador callejero preso, justo antes de su expedición para invadir Francia. Welles altera ligeramente esta escena de Enrique V, acto 2, escena 2. En la película, este hombre es Falstaff, y el incidente que se perdona es la perturbación de Falstaff de la coronación de Hal. Aunque tanto del preso indultado y como de Falstaff se dice que beben vino, Shakespeare no insinúa que el prisionero indultado sea Falstaff, pero en ambas, Campanadas a medianoche y Enrique V, esta escena es seguida por la muerte de Falstaff. La película no contiene auténticos soliloquios, ya que los personajes nunca están solos y no hablan directamente al público durante sus monólogos. Enrique IV aparece generalmente de pie o sentado, con muy poca acción. Esto, según Anderegg, hace que parezca que habla solo para sí mismo, incluso cuando otros están presentes. Gielgud era conocido por sus interpretaciones clásicas de Shakespeare, y su actuación consiste casi enteramente en la palabra, que es incapaz, de todos modos, de vencer a los rebeldes de Northumberland o el comportamiento salvaje de Hal. A lo largo de la película, Falstaff, Hal y Hotspur imitan a Gielgud, burlándose de las palabras de Enrique IV.

## Recepción

### Respuesta de la crítica
Campanadas a medianoche se estrenó ante un público real en el Festival de Cine de Cannes de 1966. Sin embargo, después de la opinión desfavorable del crítico del New York Times Bosley Crowther tras el visionado previo, el distribuidor estadounidense Harry Saltzman decidió dar a la película poca publicidad y una distribución mínima cuando se estrenó en Estados Unidos al año siguiente. La recepción de la crítica en su primer estreno fue mayoritariamente negativa; la película no fue considerada como una de las mejores de Welles hasta años posteriores. Crowther criticó la pobreza del sonido de la película y la definió como «un mosaico confuso de escenas y personajes [...] diseñado para dar mayor relevancia a Jack Falstaff». «La actuación de Welles», afirmó, «es la de un disoluto y torpe Santa Claus callejero». Penélope Houston dijo que era «una película que parece dar la espalda a la brillantez». Un análisis de Time también criticó a Welles, afirmando: «Es probablemente el primer actor en la historia del teatro en aparecer demasiado gordo para el papel […] Se impone en la escenas menos por su habla inglesa que por su cuerpo de inglés», pero nunca está «del todo mal».
Judith Crist elogió la película como «austera, sencilla, concentrada en la palabra y la interpretación, sirviendo como un recordatorio de dónde se halla la sustancia de la obra». Pauline Kael también criticó el mal sonido, pero en general dio una opinión favorable, destacando el reparto de la película y calificando la actuación de Welles como «muy rica, muy completa». Afirmaba que la secuencia de la batalla de Shrewsbury era «diferente de cualquier escena de batalla realizada antes en la pantalla». El crítico de Cahiers du Cinema Serge Daney también elogió tanto la película como la capacidad de Welles de hacer grandes películas sobre el tema del poder. Roger Ebert elogió la película como «una magnífica película, claramente entre las más grandes obras de Welles».

### Legado
Welles apreciaba mucho Campanadas a medianoche. «Es mi película favorita, sí», dijo al entrevistador Leslie Megahey en una entrevista para la BBC Arena en 1982.

Si quisiera entrar en el cielo por una película, esta es la que yo ofrecería. Creo que es porque para mí es la que tiene menos defectos; déjeme decirlo de esa manera. Es la más completa de cuantas traté de hacer. Desde mi punto de vista es donde más logré, más que en ninguna otra.

También la consideraba su película más personal, junto con El cuarto mandamiento. Muchos críticos, incluyendo a Peter Bogdanovich y Jonathan Rosenbaum, también consideran Campanadas a medianoche como el mejor trabajo de Welles. Varios años después después de su estreno, el crítico de cine Vincent Canby, de The New York Times, escribió que Campanadas a medianoche «quizá sea ser la mejor película de Shakespeare jamás hecha, sin excepción». Joseph McBride la ha llamado «la obra maestra de Welles, la más plena, la más completa expresión de todo su trabajo desde Ciudadano Kane». Welles estaba decepcionado con la recepción de la película, y se quejaba de que «casi nadie en Estados Unidos la ha visto, y eso me saca de quicio».
La secuencia de la batalla de Shrewsbury ha sido particularmente admirada, y más tarde inspiró películas, incluidas Braveheart y Salvar al soldado Ryan. Algunos críticos cinematográficos la han comparado a la secuencia de la escalera de Odessa en El acorazado Potemkin y a la secuencia de la batalla en el hielo de Alexander Nevsky, ambas dirigidas por Serguéi Eisenstein. Enrique V, de Kenneth Branagh, utiliza la secuencia de la batalla de Shrewsbury de Welles como inspiración para la batalla de Agincourt, y la representación del rechazo del príncipe Hal a Falstaff en Campanadas a medianoche ha influido más que los modos tradicionales de interpretación de esa escena. En 1988 el director Patrick Garland llevó al teatro una versión de Campanadas a medianoche protagonizada por Simon Callow como Falstaff en el Festival de Teatro de Chichester. Michael Anderegg ha dicho que el uso de lentes de gran angular de Campanadas a medianoche, la iluminación de bajo perfil, el vestuario y su enfoque de la relación entre Falstaff y el príncipe Hal influyeron en Mi Idaho privado, adaptación libre de 1991 de Gus Van Sant de Enrique IV 1ª parte y Enrique IV 2ª parte.
En 2011, la casa de subastas Bonhams vendió un amplio archivo de material de Welles que había pertenecido al productor ejecutivo de la película, Alessandro Tasca di Cuto. La mayor parte del material procedía de Campanadas a medianoche e incluía obras de arte originales, fotografías y notas de Welles. Más tarde, esta colección fue donada a la Universidad de Míchigan para su estudio académico.
En 2012, en un sondeo de Sight and Sound del British Film Institute, once críticos de cine, incluyendo a McBride y Todd McCarthy, y dos directores eligieron Campanadas a medianoche como una de las diez mejores películas de todos los tiempos.
El escritor español y director de la Filmoteca de Cataluña Esteve Riambau publicó en 2015 un libro sobre la película titulado Las cosas que hemos visto: Welles y Falstaff.

### Premios
Medallas del Círculo de Escritores Cinematográficos
| Categoría         | Candidato                 | Resultado |
| ----------------- | ------------------------- | --------- |
| Mejor película    | Campanadas a medianoche   | Ganadora  |
| Mejores decorados | José Antonio de la Guerra | Ganador   |

En el Festival de Cine de Cannes de 1966, Campanadas a medianoche se proyectó en competición por la Palma de Oro y ganó el premio 20 Aniversario y el Gran Premio Técnico. Welles fue candidato a un premio BAFTA al mejor actor extranjero en 1968.

## Welles y Falstaff

### Opinión de Welles sobre Sir John Falstaff

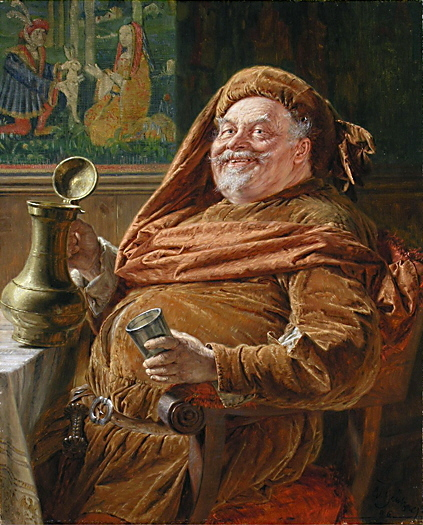
Falstaff con una jarra de vino y una copa. Eduard von Grützner (1846-1925). Representación tradicional de un Falstaff cómico y alegre, que Welles rechazaba.

Welles consideraba que Falstaff era «la mayor creación de Shakespeare» y afirmaba que ese papel era «el más difícil que nunca he interpretado». Keith Baxter creía que hacer esta película era para Welles la ambición de su vida. Antes del estreno de Five Kings en Boston en 1939, Welles dijo a los periodistas: «Lo interpretaré como una figura trágica. Por supuesto, espero que sea divertido para el público, igual que él era divertido para quienes lo rodeaban. Pero su humor y su ingenio estaban provocados por el simple hecho de que quería agradar al príncipe. Falstaff, sin embargo, tenía el potencial de la excelencia dentro de él». Algunas opiniones sobre la obra de 1939 mencionaban la elección de Welles de restar importancia en su actuación a los elementos cómicos tradicionales de Falstaff. Esta veneración por el personaje aumentó con los años, y para cuando Welles hizo Campanadas a medianoche, su enfoque se centraba por completo en las relaciones entre Falstaff, Hal y Enrique IV. Creía que el núcleo de la historia era «la traición de la amistad». Welles consideraba el rechazo de Hal a Falstaff como «una de las más grandes escenas jamás escritas, por lo que la película es realmente una preparación para ello. Todo prepara para ello». A lo largo de la película, Hal vuelve continuamente la espalda a Falstaff, presagiando el final de la película.
Welles afirmó: «La película no se pensó como un lamento por Falstaff, sino por la muerte de la Alegre Inglaterra (Merrie England). La Alegre Inglaterra como concepto, como un mito que ha sido muy real para el mundo de habla inglesa, y que hasta cierto punto se ha expresado en otros países de la época medieval: la edad de la caballería, de le sencillez, del «maytime» y todo eso. Es más que el hecho de que Falstaff esté muriendo. Es la vieja Inglaterra muriendo y traicionada». Muchos teóricos del cine y biógrafos de Welles han escrito sobre el tema recurrente del «Edén perdido» en la obra de Welles y de personajes nostálgicos de un pasado idealizado, que Welles definió como «el tema central en la cultura occidental». Welles le dijo a Peter Bogdanovich que «incluso si los viejos buenos tiempos nunca existieron, el hecho de que podamos concebir un mundo así es, de hecho, una afirmación del espíritu humano». El estudioso del cine Beverle Houston argumenta que esa nostalgia hace que Welles represente a un Falstaff infantil y definió su actuación como la de un «bebé que grita, come, chupa, una especie de feto». Welles también definió a Falstaff como «la mayor concepción de un buen hombre, el más completo buen hombre, en toda la historia del drama». Y dijo que «cuanto más cerca me sentía de Falstaff menos divertido me parecía. Cuando lo interpreté antes en teatro, me parecía más ingenioso que cómico. Y al llevarlo a la pantalla, solo ocasionalmente, y solo deliberadamente, me pareció un payaso».

### Conexión personal de Welles con Sir John Falstaff
| «Falstaff es bueno en el sentido en el que son buenos los hippies. La comedia trata de las grandes faltas del hombre, pero esas faltas son tan triviales. Su famosa cobardía es una broma, una broma de Falstaff contra sí mismo. Pide tan poco, y al final no consigue nada». Welles sobre Falstaff. |

Keith Baxter ha comparado a Welles con Falstaff, ya que ambos estaban siempre cortos de dinero, a menudo mentían y engañaban a la gente para obtener lo que necesitaban, estaban siempre alegres y amaban la diversión. El estudioso del cine Jack Jorgens también ha comparado a Welles con Falstaff, afirmando que «para un hombre que dirigió y protagonizó una obra maestra y desde entonces se ha tambaleado a través de tres décadas de películas insuficientemente financiadas, apresuradas, defectuosas, decenas de pequeños papeles, narraciones y entrevistas que devalúan su talento, decenas de proyectos que murieron por falta de perseverancia y financiación, convertirse en un gordo y envejecido bufón exiliado de su público y desalojado del éxito por obstáculos imposibles aun poseyendo un ingenio y una imaginación torrenciales bien podría aparecer como una tragedia». Cuando Joss Ackland interpretó en teatro a Falstaff en 1982, dijo que estaba más inspirado por Welles que por la interpretación de Welles como Falstaff, afirmando que «al igual que Falstaff, creo que podría haber logrado mucho, pero había malgastado su talento». Kenneth S. Rothwell ha dicho que el rechazo de Hal a Falstaff es una alegoría del rechazo de Hollywood a Welles. Welles estaba profundamente deprimido a finales de los años cincuenta, cuando intentó volver a Hollywood tras la decepción que supuso Sed de mal.
El biógrafo de Welles Simon Callow ha comparado a Falstaff con el padre de Welles, Richard Head Welles, afirmando que como Falstaff, el padre de Welles era «un borracho, un embaucador, un fanfarrón, un mujeriego, un caballero y un hombre encantador, rechazado por la persona que más amaba». El padre de Welles era un mujeriego alcohólico que a menudo se relacionaba con jovencitas, y Welles lo toleraba. Welles observaba a su padre al igual que Falstaff es observado por Hal y dependía de su joven protector para sacarlo de apuros. El triángulo amoroso entre el príncipe Hal y sus dos figuras paternas, Enrique IV y Falstaff, es también similar a las relaciones de Welles con su padre y los dos hombres que lo sustituyeron en ese papel, el doctor Maurice Bernstein, amigo de la familia, y Roger Hill, director de la Todd School for Boys de Woodstock. Ambos padres sustitutos de Welles desaprobaban el modo de vida de Richard Welles y su negativa influencia en Welles. Cuando tenía quince años Welles siguió el consejo de Roger Hill y le dijo a su padre que no volvería verlo hasta que se corrigiera y dejara de beber. El padre de Welles murió poco después, solo y abandonado, y Welles siempre se culpó por la muerte de su padre. «Siempre he pensado que lo maté», llegó a afirmar.
El hijo biológico de Welles, Michael Lindsay-Hogg, que nació fuera del matrimonio de la relación de Welles y la actriz Geraldine Fitzgerald, conoció a Welles cuando tenía quince años y más tarde trabajó en la obra Chimes at MIdnight, en 1960. Esta fue la única temporada larga que ambos pasaron juntos. Lindsay-Hogg afirma que, después de esto, solo vio a Welles esporádicamente. Como Welles, Lindsay-Hogg tuvo dos padres sustitutos, además de su padre biológico. A finales de 1950, cuando tenía dieciséis años, la hija mayor de Welles, Christopher Welles Feder, cortó todos los lazos con Welles bajo la presión de su madre, que desaprobaba la influencia de Welles sobre ella. Welles y Feder volvieron a conectar más tarde, pero su relación nunca se recuperó completamente. La hija menor de Welles, Beatrice, que se parece a su padre cuando era niño, aparece en la versión cinematográfica de Campanadas a medianoche.

## Estreno
| País      | Fecha                                  |
| --------- | -------------------------------------- |
| España    | 22 de diciembre de 1965                |
| Francia   | 8 de mayo de 1966 (Festival de Cannes) |
| Francia   | 20 de julio de 2010                    |
| Bélgica   | 14 de octubre de 1966 (Amberes)        |
| Argentina | 3 de noviembre de 1966                 |